# Hyssopus
Hyssopus  és un gènere de plantes herbàcies o semi-llenyoses de la família de les lamiàcies, originària de l'est del Mediterrani fins a l'Àsia central fins a l'est fins a Mongòlia.Són aromàtiques, amb tiges erectes ramificades de fins a 60 cm de longitud cobertes de pèls fins als extrems. Les fulles són oblongues i estretes, de 2 a 5 cm de llarg. Les petites flors blaves surten a la part superior de les branques a l'estiu. L'espècie més coneguda, amb diferència, és H. officinalis, molt conreada fora de la seva zona nativa a la Mediterrània.

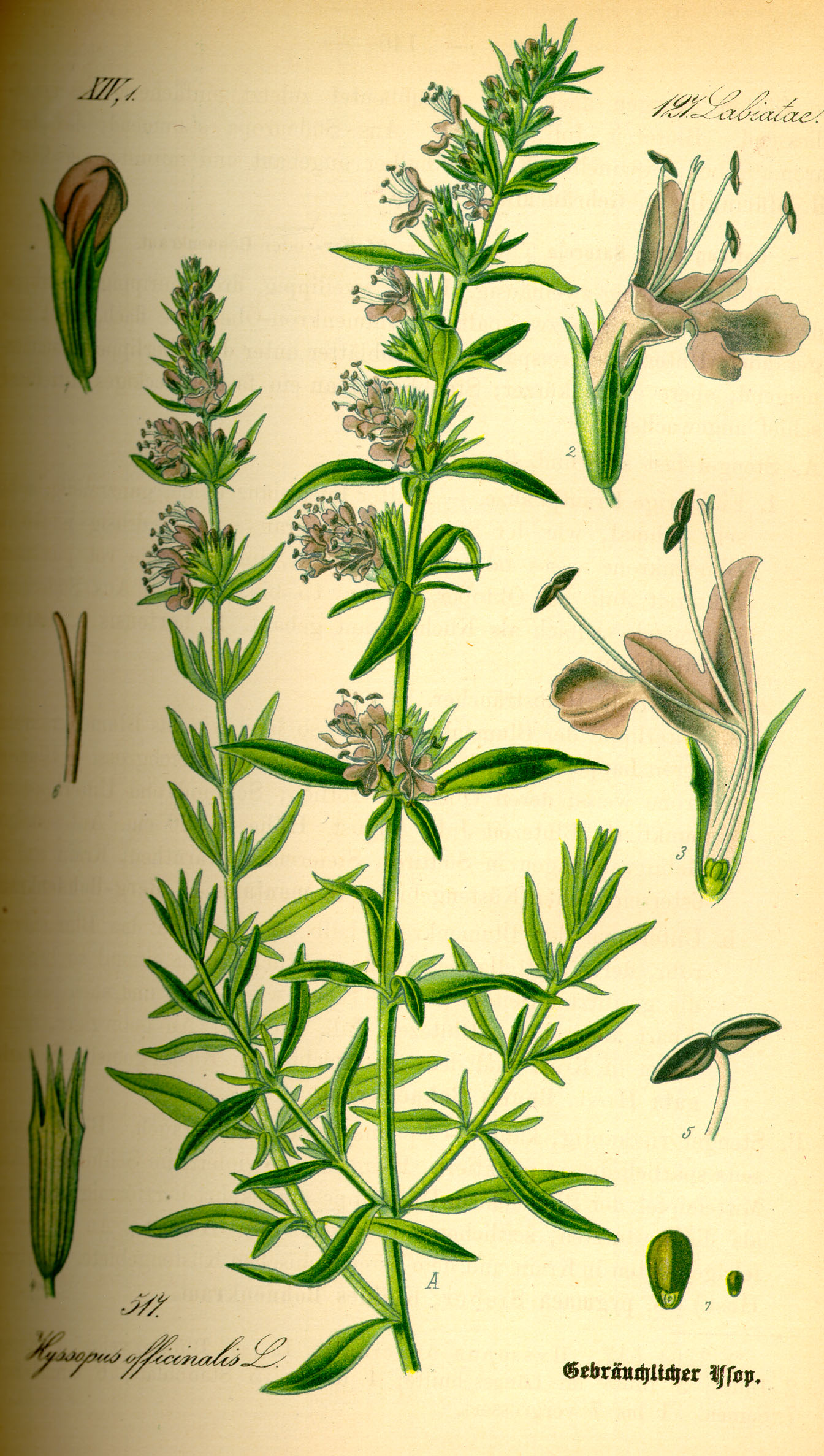
1885 il·lustració de H. officinalis

El nom hisop es remunta gairebé sense canvis del grec ύσσωπος (hyssopos). El nom d'hisop apareix en algunes traduccions de la Bíblia, però els investigadors han suggerit que els relats bíblics no es refereixen a la planta coneguda actualment com a hisop, sinó a una herba relacionada. La Septuaginta tradueix el nom com a hisop ὕσσωπος, i les traduccions angleses de la Bíblia sovint segueixen aquesta interpretació. La paraula hebrea אזוב (esov o esob ) i la paraula grega ὕσσωπος probablement comparteixen un origen comú (desconegut).
Espècies
- Hyssopus ambiguus ( Trautv. ) Iljin ex Prochorov. & Lebel - Altai República de Rússia, Kazakhstan
- Hyssopus cuspidatus Boriss. - República d'Altai, Kazakhstan, Xinjiang, Mongòlia
- Hyssopus latilabiatus CYWu i HWLi - Xinjiang
- Hyssopus macranthus Boriss. - Altai República de Rússia, Sibèria Occidental, Kazakhstan
- Hyssopus officinalis L. - centre i sud d'Europa, Algèria, Marroc, a l'est de l'Iran
- Hyssopus seravschanicus (Dub.) Pazij - Afganistan, Pakistan, Kirguizstan, Tadjikistan
- Hyssopus subulifolius (Rech.f.) Rech.f. - Afganistan.